# Thorn (Wielka Brytania)
Thorn – osada w Anglii, w hrabstwie ceremonialnym Bedfordshire, w dystrykcie (unitary authority) Central Bedfordshire. Leży 25 km na południe od centrum miasta Bedford i 54 km na północny zachód od centrum Londynu.